# Al Dacascos
Al Dacascos (* 6. September 1942 in Hilo, Hawaii) ist der Begründer des Kampfkunst-Stiles Wun Hop Kuen Do. Während seiner Jugend sammelte Dacascos Erfahrung in vielen Kampfsportarten, bis er schließlich zum Kajukenbo fand. Als Meistergrad-Träger (9. Dan) ist Al Dacascos einer der weltweit höchsten Mitglieder dieses Systems.
Sein Training der Kampfkünste begann im Alter von elf Jahren unter Mile Chong mit Judo und Jiu Jitsu. Er lernte den Kajukenbo-Stil des Kempō Karate von Sid Asuncion. Hier erhielt er 1960 seinen Schwarzgurt. 1965 zog er nach Kalifornien, wo er weitere Kung-Fu-Stile studierte. Im Jahre 1975 zog Dacascos mit seiner Familie nach Hamburg, wo er eine Kampfsportschule eröffnete. Zu seinen Schülern gehörte unter anderem Emanuel Bettencourt. 1977 wurde er vom amerikanischen Magazin BlackBelt als „Kung Fu-Künstler des Jahres“ in die Hall of Fame gewählt. 1981 wurde Al Dacascos zum Cheflehrer der Koushu Federation of the Republic of China in Taiwan ernannt. Er lebte von 1982 bis 2002 in Oregon, von wo aus er die internationale Wun Hop Kuen Do Association leitete. Zu seinen bekanntesten Schülern gehören seine Frau Malia Dacascos, sein Sohn Mark Dacascos, Chris Yim und Christian Wulf. Seit 2002 lebt er wieder auf Hawaii.
Er kämpfte und trainierte mit Schauspielern wie Chuck Norris oder Bruce Lee und choreographierte einige Kampfszenen für Film und Fernsehen.

## Erfolge als Wettkämpfer
- 1969: Central North American Grand Champion
- 1970: Central North American Grand Champion
- 1971: Rocky Mountain Grand Champion
- 1972: Rocky Mountain Grand Champion